# Naegleríase
A naegleríase ou meningoencefalite amebiana primária (MAP) é a infecção pela ameba parasita Naegleria fowleri, apelidada "a ameba que come cérebro". Este parasita causa uma meningite e encefalite hiperagudas, quase sempre fatais. A infecção ocorre na natação em cursos de água doce infectada, como piscinas, rios e lagos. A incubação é de alguns dias com surgimento súbito dos sintomas e morte algumas horas depois. Não há cura definitiva, apesar de existirem alguns casos aparentemente curados com anfotericina B em altas doses. Embora seja uma doença muito rara, é uma patologia de grande interesse dos sistemas de saúde por ser altamente letal.

## Causa
Naegleria fowleri normalmente penetra o organismo quando a água contaminada através do nariz. Uma vez que a ameba entra no nariz pode se deslocar pelo nervo olfatório até as meninges e das meninges para o cérebro. A infecção normalmente ocorre quando as pessoas vão nadar ou mergulhar em locais de água doce morna, como lagos e rios, água da piscina com pouco cloro aquecida ou banho com água não tratada.

## Sinais e sintomas
O patógeno pode ficar incubado por um período de 2 a 15 dias, sem provocar sintoma algum. A fase sintomática pode começar com dores no pescoço, dores de cabeça, náusea, vômito e febre. Entre 3 a 7 dias depois a doença se agrava cada causando alucinações, ataxia, convulsão e mudanças de comportamento. A letalidade é de 95%, geralmente sete a catorze dias depois que os sintomas aparecem. Dos 133 casos descritos nos EUA, apenas 3 pacientes sobreviveram.

## Epidemiologia
É uma doença rara, com apenas 250 casos estudados e divulgados. Todos os casos relatados ocorreram no hemisfério norte, a maioria no sul dos EUA, Europa e Ásia. Porém existem três casos identificados na Venezuela e provavelmente é sub-diagnosticada em países subdesenvolvidos. Dos 250 pacientes estudados, apenas sete sobreviveram.

## Tratamento
Em 2013, duas crianças norte-americanas foram curadas com miltefosina, um medicamento usado para tratar leishmania. Foram os únicos sobreviventes de Naegleríase em 35 anos. Em outros países também possuem relatos de tratamento bem sucedido com anfotericina B e hipotermia terapêutica.

## História
A doença foi descrita pela primeira vez pelos médicos australianos M. Fowler and R. F. Carter em um artigo para o British Medical Journal. A primeira ocorrência documentada da doença deu-se em 1961, em um menino de nove anos da cidade de Porto Augusta, sul da Austrália. Quatro anos depois, três outras vítimas foram documentadas: duas garotas de 8 anos e um homem de 28 anos. Todos apresentaram sintomas quatro dias antes do falecimento: letargia, febre, dor de cabeça, garganta seca e nariz entupido. O paciente adulto também reclamava de garganta seca duas semanas antes do aparecimento dos demais sintomas. A descoberta de Fowler e Carter foi especialmente notável porque era o primeiro caso de uma infecção natural (isto é, não provocada por ação humana) de protozoários de vida livre. Uma série de descobertas indicavam esta possibilidade, mas uma infecção natural não havia sido comprovada anteriormente.
Em 1969, W. St. C. Symmers publicou um artigo sobre o que poderia ser a primeira ocorrência registrada da doença: o falecimento de um homem oriundo da região de Essex, em 1909. Outro episódio antigo foi descrito na Irlanda do Norte em 1937.